# Sergio Morselli
Sergio Morselli (Castellucchio, 2 marzo 1924 – 4 marzo 1979) è stato un calciatore italiano, di ruolo portiere.

## Carriera

### Calciatore
Difende per due stagioni la porta del Mantova. Noto per la sua bravura nel neutralizzare rigori, militò in massima divisione con la maglia del Napoli trovandosi però ad affrontare la concorrenza nel ruolo di Giuseppe Casari, all'epoca portiere nell'orbita della nazionale italiana.

### Allenatore
Dal 1965 al 1967 ha allenato la Puteolana. A seguito del ripescaggio della Turris in serie D nella stagione 1967-1968, Morselli siede sulla panchina della squadra campana. Nella stagione 1976-1977 fu allenatore della Puteolana, venendo prima esonerato e poi richiamato sulla panchina della squadra.

## Riconoscimenti
Deceduto prematuramente, la sua città natale gli ha dedicato nel giugno 2004 con una cerimonia una piazza nella zona dov'era cresciuto e la società sportiva locale lo ricorda con un quadrangolare per giovani.

## Palmarès

### Giocatore

#### Competizioni nazionali
- IV Serie: 1

Reggina: 1955-1956